# NGC 6159
NGC 6159 é uma galáxia elíptica (E-S0) localizada na direcção da constelação de Hercules. Possui uma declinação de +42° 40' 49" e uma ascensão recta de 16 horas, 27 minutos e 25,1 segundos.
A galáxia NGC 6159 foi descoberta em 20 de Julho de 1879 por Édouard Jean-Marie Stephan.